# Фрай, Карл
Карл Фрай (нем. Karl Frei, 8 марта 1917, Регенсдорф, Швейцария — 18 июня 2011, Шлирен, Швейцария) — швейцарский гимнаст, чемпион летних Олимпийских игр в Лондоне (1948) в упражнениях на кольцах.

## Спортивная карьера
На летних Олимпийских играх 1948 г. в Лондоне в солидном для гимнаста возрасте 31 года участвовал во всех восьми дисциплинах соревнований по спортивной гимнастике. Выиграл «золото» в упражнениях на кольцах и «серебро» в командном первенстве.
По окончании спортивной карьеры работал тренером и школьным сторожем. Вплоть до своего 90-летия он каждое утро делал по 60 отжиманий. На момент смерти являлся старейшим из находившихся в живых на тот момент олимпийских чемпионов от Швейцарии.